# Charles-Romain Lan
Charles-Romain Lan (1826 - 1885) est un ingénieur français, directeur de l'École nationale supérieure des mines de Paris. Il dirigea de 1862 à 1885 la Compagnie de Châtillon-Commentry et préside de 1880 à 1885 la Lyonnaise des Eaux.

## Publications
- Emmanuel-Louis Grüner et Charles-Romain Lan, État présent de la métallurgie en Angleterre, Paris, Dunod éditeur, 1862 (lire en ligne)

## Liens
annales.org
- Notices d'autorité :   - VIAF
  - ISNI
  - BnF (données)
  - IdRef
  - GND
- Ressource relative à la vie publique :   - base Léonore